# 相続税
相続税（そうぞくぜい, 英: Inheritance tax）は、人の死亡を原因とする財産の移転（相続）に着目して課される税金を指す。
日本の相続税は、遺産総額の価額（一定の生前贈与が加味される）から非課税財産、債務・葬式費用や基礎控除を差し引いた額に対して、税率を掛けて算出される。正味の遺産額が基礎控除の範囲内の場合には課税されず、基礎控除を差し引いた後も残る金額が多いほど税率は高くなる。

## 相続税の根拠
相続税がなぜ課されるかについては、次の考え方があるとされる。
1. 所得税の補完機能
2. 富の集中排除機能

経済効果、「富の再分配」という基本思想が存在する。かつて、贈与税がなかった時代には、財産を生前贈与によって移転することで、容易に相続税課税の回避を行うことができた。特にイギリスでは1974年まで、贈与税がなかったことから、世襲貴族などの資産家の富の承継が可能で、貧富の差の拡大を招いたといわれる。

## 日本の相続税
日本では、相続税は相続税法（昭和25年3月31日法律第73号）に基づき課される。なお、同法には相続税と贈与税の2つの税目が規定されているが、これは、後者の贈与税が、相続税の補完税であることによる。令和4年(2022年)度時点で実際に相続税がかかった割合は、死亡者全体の9.6％程度となっている。
|                                        | 抜本改正前 | 抜本改正前     | 抜本改正 （昭和63年12月） | 抜本改正 （昭和63年12月） | 平成4年度改正 | 平成4年度改正  | 平成6年度改正 | 平成6年度改正 | 平成15年度改正 | 平成15年度改正 |
| -------------------------------------- | ---------- | -------------- | ------------------------- | ------------------------- | ------------- | -------------- | ------------- | ------------- | -------------- | -------------- |
| 遺産に係る基礎控除                     |            |                |                           |                           |               |                |               |               |                |                |
| 定額控除                               | 2,000万円  | 2,000万円      | 4,000万円                 | 4,000万円                 | 4,800万円     | 4,800万円      | 5,000万円     | 5,000万円     | 5,000万円      | 5,000万円      |
| 法定相続人数比例控除 （×法定相続人数） | 400万円    | 400万円        | 800万円                   | 800万円                   | 950万円       | 950万円        | 1,000万円     | 1,000万円     | 1,000万円      | 1,000万円      |
| 税率                                   | 10%        | ～200万円      | 10%                       | ～400万円                 | 10%           | ～700万円      | 10%           | ～800万円     | 10%            | ～1,000万円    |
| 税率                                   | 15%        | ～500万円      | 15%                       | ～800万円                 | 15%           | ～1,400万円    | 15%           | ～1,600万円   | 15%            | ～3,000万円    |
| 税率                                   | 20%        | ～900万円      | 20%                       | ～1,400万円               | 20%           | ～2,500万円    | 20%           | ～3,000万円   | 20%            | ～5,000万円    |
| 税率                                   | 25%        | ～1,500万円    | 25%                       | ～2,300万円               | 25%           | ～4,000万円    | 25%           | ～5,000万円   | 30%            | ～1億円        |
| 税率                                   | 30%        | ～2,300万円    | 30%                       | ～3,500万円               | 30%           | ～6,500万円    | 30%           | ～1億円       | 40%            | ～3億円        |
| 税率                                   | 35%        | ～3,300万円    | 35%                       | ～5,000万円               | 35%           | ～1億円        | 40%           | ～2億円       | 50%            | 3億円超        |
| 税率                                   | 40%        | ～4,000万円    | 40%                       | ～7,000万円               | 40%           | ～1億5,000万円 | 50%           | ～4億円       |                |                |
| 税率                                   | 45%        | ～7,000万円    | 45%                       | ～1億円                   | 45%           | ～2億円        | 60%           | ～20億円      |                |                |
| 税率                                   | 50%        | ～1億円        | 50%                       | ～1億5,000万円            | 50%           | ～2億7,000万円 | 70%           | 20億円超      |                |                |
| 税率                                   | 55%        | ～1億4,000万円 | 55%                       | ～2億円                   | 55%           | ～3億5,000万円 |               |               |                |                |
| 税率                                   | 60%        | ～1億8,000万円 | 60%                       | ～2億5,000万円            | 60%           | ～4億5,000万円 |               |               |                |                |
| 税率                                   | 65%        | ～2億5,000万円 | 65%                       | ～5億円                   | 65%           | ～10億円       |               |               |                |                |
| 税率                                   | 70%        | ～5億円        | 70%                       | 5億円超                   | 70%           | 10億円超       |               |               |                |                |
| 税率                                   | 75%        | 5億円超        |                           |                           |               |                |               |               |                |                |
| 税率                                   | 14段階     | 14段階         | 13段階                    | 13段階                    | 13段階        | 13段階         | 9段階         | 9段階         | 6段階          | 6段階          |

|                   | 三大圏商業地 | 三大圏住宅地 | 全国・全用途 |
| ----------------- | ------------ | ------------ | ------------ |
| 平成6年→平成23年  | △64.8%       | △43.8%       | △47.0%       |
| 平成4年→平成23年  | △76.5%       | △55.5%       | △54.2%       |
| 昭和63年→平成23年 | △69.1%       | △43.0%       | △38.6%       |

バブル期の地価急騰に伴い、相続税の対象者が急激に広がったことなどから、基礎控除の引上げや小規模宅地等の課税の特例の拡充により、対象者を抑制する等の改正が行われた。バブル崩壊後、地価が下落したにもかかわらず、基礎控除の引下げ等は行われなかった。そのため、相続税は100人に4人しか負担しない構造となり、最高税率の引下げを含む税率構造の緩和も行われてきた結果、再分配機能が果たせているとは言えなくなっていた。これについては、2015年改正で基礎控除の引下げ等を行ったため、最近では100人に8人強が負担している。
| 年 | 死亡者数・課税件数等 | 死亡者数・課税件数等 | 死亡者数・課税件数等 | 死亡者数・課税件数等           | 課税価格   | 課税価格                | 相続税額   | 相続税額                | 相続税額       |
| 年 | 死亡者数 (a)         | 課税件数 (b)         | 負担割合 (b)/(a)     | 被相続人1人当たり 法定相続人数 | 合計額 (c) | 被相続人１人 当たり金額 | 納税額 (d) | 被相続人１人 当たり金額 | 負担率 (d)/(c) |
| 年 | 人                   | 件                   | %                    | 人                             | 億円       | 万円                    | 億円       | 万円                    | %              |
| --- | -------------------- | -------------------- | -------------------- | ------------------------------ | ---------- | ----------------------- | ---------- | ----------------------- | -------------- |
| 昭和58 | 740,038              | 39,534               | 5.3                  | 4.1                            | 50,021     | 12,653                  | 7,153      | 1809                    | 14.3           |
| 59 | 740,247              | 43,012               | 5.8                  | 4.0                            | 54,287     | 12,621                  | 7,769      | 1806                    | 14.3           |
| 60 | 752,283              | 48,111               | 6.4                  | 4.0                            | 62,463     | 12,983                  | 9,261      | 1925                    | 14.8           |
| 61 | 750,620              | 51,847               | 6.9                  | 3.99                           | 67,637     | 13,045.6                | 10,443     | 2014.2                  | 15.4           |
| 62 | 751,172              | 59,008               | 7.9                  | 3.93                           | 82,509     | 13,982.6                | 14,343     | 2430.7                  | 17.4           |
| 抜本改正（昭和63年12月） |                      |                      |                      |                                |            |                         |            |                         |                |
| 63 | 793,014              | 36,468               | 4.6                  | 3.68                           | 96,380     | 26,428.6                | 15,629     | 4285.5                  | 16.2           |
| 平成元 | 788,594              | 41,655               | 5.3                  | 3.90                           | 117,686    | 28,252.5                | 23,930     | 5744.9                  | 20.3           |
| 2 | 820,305              | 48,287               | 5.9                  | 3.86                           | 141,058    | 29,212.4                | 29,527     | 6114.8                  | 20.9           |
| 3 | 829,797              | 56,554               | 6.8                  | 3.81                           | 178,417    | 31,548.0                | 39,651     | 7011.2                  | 22.2           |
| 平成4年度改正 |                      |                      |                      |                                |            |                         |            |                         |                |
| 4 | 856,643              | 54,449               | 6.4                  | 3.85                           | 188,201    | 34,564.7                | 34,099     | 6262.5                  | 18.1           |
| 5 | 878,532              | 52,877               | 6.0                  | 3.81                           | 167,545    | 31,685.9                | 27,768     | 5251.5                  | 16.6           |
| 平成6年度改正 |                      |                      |                      |                                |            |                         |            |                         |                |
| 6 | 875,933              | 45,335               | 5.2                  | 3.79                           | 145,454    | 32,084.4                | 21,058     | 4644.9                  | 14.5           |
| 7 | 922,139              | 50,729               | 5.5                  | 3.72                           | 152,998    | 30,159.9                | 21,730     | 4283.5                  | 14.2           |
| 8 | 896,211              | 48,476               | 5.4                  | 3.71                           | 140,774    | 29,039.9                | 19,376     | 3997.0                  | 13.8           |
| 9 | 913,402              | 48,605               | 5.3                  | 3.68                           | 138,635    | 28,522.8                | 19,339     | 3978.8                  | 13.9           |
| 10 | 936,484              | 49,526               | 5.3                  | 3.61                           | 132,468    | 26,747.1                | 16,826     | 3397.4                  | 12.7           |
| 11 | 982,031              | 50,731               | 5.2                  | 3.59                           | 132,699    | 26,157.3                | 16,876     | 3326.5                  | 12.7           |
| 12 | 961,653              | 48,463               | 5.0                  | 3.55                           | 123,409    | 25,464.7                | 15,213     | 3139.0                  | 12.3           |
| 13 | 970,331              | 46,012               | 4.7                  | 3.52                           | 117,035    | 25,435.7                | 14,771     | 3210.2                  | 12.6           |
| 14 | 982,379              | 44,370               | 4.5                  | 3.46                           | 106,397    | 23,979.4                | 12,863     | 2899.0                  | 12.1           |
| 平成15年度改正 |                      |                      |                      |                                |            |                         |            |                         |                |
| 15 | 1,014,951            | 44,438               | 4.4                  | 3.40                           | 103,582    | 23,309.4                | 11,263     | 2534.6                  | 10.9           |
| 16 | 1,028,602            | 43,488               | 4.2                  | 3.35                           | 98,618     | 22,677.0                | 10,651     | 2449.1                  | 10.8           |
| 17 | 1,083,796            | 45,152               | 4.2                  | 3.33                           | 101,953    | 22,579.9                | 11,567     | 2561.8                  | 11.3           |
| 18 | 1,084,450            | 45,177               | 4.2                  | 3.26                           | 104,056    | 23,032.9                | 12,234     | 2708.1                  | 11.8           |
| 19 | 1,108,334            | 46,820               | 4.2                  | 3.20                           | 106,557    | 22,758.9                | 12,666     | 2705.3                  | 11.9           |
| 20 | 1,142,407            | 48,016               | 4.2                  | 3.17                           | 107,482    | 22,384.7                | 12,517     | 2606.8                  | 11.6           |
| 21 | 1,141,865            | 46,439               | 4.1                  | 3.13                           | 101,230    | 21,798.6                | 11,632     | 2504.7                  | 11.5           |
| 22 | 1,197,012            | 49,891               | 4.2                  | 3.08                           | 104,630    | 20,971.7                | 11,753     | 2355.7                  | 11.2           |
| 23 | 1,253,066            | 51,559               | 4.1                  | 3.03                           | 107,468    | 20,843.7                | 12,516     | 2427.5                  | 11.6           |
| 24 | 1,256,359            | 52,572               | 4.2                  | 3.00                           | 107,718    | 20,489.6                | 12,446     | 2367.4                  | 11.6           |
| 25 | 1,268,436            | 54,421               | 4.3                  | 2.97                           | 116,381    | 21,385.3                | 15,336     | 2823.5                  | 13.2           |
| 26 | 1,273,004            | 56,239               | 4.4                  | 2.93                           | 114,881    | 20,427.3                | 13,904     | 2472.3                  | 12.1           |
| 平成27年度改正 |                      |                      |                      |                                |            |                         |            |                         |                |
| 27 | 1,290,444            | 103,043              | 8.0                  | 2.86                           | 145,714    | 14,141.1                | 18,116     | 1758.1                  | 12.4           |
| 28 | 1,307,748            | 105,880              | 8.1                  | 2.83                           | 147,813    | 13,960.4                | 18,681     | 1764.4                  | 12.6           |
| 29 | 1,340,397            | 111,728              | 8.3                  | 2.81                           | 155,999    | 13,962.4                | 20,141     | 1802.7                  | 12.9           |
| 30 | 1,362,470            | 116,341              | 8.5                  | 2.77                           | 162,640    | 13,979.6                | 21,104     | 1,814.0                 | 13.0           |
| - 備考 - “死亡者数 (a)” は「人口動態統計」（厚生労働省）により、その他の計数は「国税庁統計年報書」による。 - “課税件数 (b)” は、相続税の課税があった被相続人の数である。 - “課税価格 (c)” 及び“納付税額 (d)” には更正・決定分を含む。また、“納付税額 (d)” には納税猶予額を含まない。 |                      |                      |                      |                                |            |                         |            |                         |                |

| 課税価格階級区分                                                                           | 件数    | 件数     | 納付税額 | 納付税額 | 平均課税価格 (a) | 平均納付税額 (b) | 負担率 (b)/(a) |
| 課税価格階級区分                                                                           | 件数    | 累積割合 | 税額     | 累積割合 | 平均課税価格 (a) | 平均納付税額 (b) | 負担率 (b)/(a) |
|                                                                                            | 件      | %        | 億円     | %        | 万円             | 万円             | %              |
| ------------------------------------------------------------------------------------------ | ------- | -------- | -------- | -------- | ---------------- | ---------------- | -------------- |
| ～5000万円                                                                                 | 11,083  | 9.5      | 64       | 0.3      | 4,434            | 58               | 1.3            |
| ～1億円                                                                                    | 58,950  | 60.2     | 1,484    | 7.3      | 7,099            | 252              | 3.6            |
| ～2億円                                                                                    | 30,199  | 86.2     | 3,433    | 23.6     | 13,695           | 1,137            | 8.3            |
| ～3億円                                                                                    | 7,870   | 92.9     | 2,510    | 35.5     | 24,115           | 3,169            | 13.2           |
| ～5億円                                                                                    | 4,915   | 97.1     | 3,332    | 51.3     | 37,867           | 6,779            | 17.9           |
| ～7億円                                                                                    | 1,508   | 98.4     | 1,945    | 60.5     | 58,567           | 12,897           | 22.0           |
| ～10億円                                                                                   | 870     | 99.2     | 1,806    | 69.1     | 82,767           | 20,756           | 25.1           |
| ～20億円                                                                                   | 702     | 99.8     | 2,668    | 81.8     | 134,805          | 38,001           | 28.2           |
| ～100億円                                                                                  | 232     | 99.9     | 2,720    | 94.9     | 350,993          | 117,261          | 33.4           |
| 100億円超                                                                                  | 12      | 100.0    | 1,126    | 100.0    | 2,507,883        | 938,067          | 37.4           |
| 合計                                                                                       | 116,341 |          | 21,087   |          | 13,956           | 1,813            | 13.0           |
| - 備考 - 「国税庁統計年報書」による。 - 当初申告ベースの計数である（修正申告を含まない）。 |         |          |          |          |                  |                  |                |

### 戦前の旧相続税
1905年（明治38年）4月より、日露戦争の戦費調達のため相続税が導入された。遺産税方式であった。この税制は、1949年（昭和24年）まで実施された。
また、当時は家督相続が一般的であった。相続税の租税収入全体に占める 割合は比較的大きかった。

### シャウプ勧告と1951年の税制改革
日本の現行相続税・贈与税はシャウプ勧告を受けて、1951年の税制改革によって構成されたものを基盤としている。シャウプ勧告では、財閥等への富の集中を防ぐため、最高税率を累進課税で高くすることが要請された。
また、遺産税方式から、遺産取得税方式に改定された。
なお、相続税・贈与税ともに、基幹課税としての所得税の補完税という位置づけにおいて議論されてきた。
1953年（昭和28年）には、一生累進課税が、税務行政の執行上の困難性から廃止された。
1958年（昭和33年）、現行の法定相続分課税方式による相続の都度の遺産取得税方式に改正された。

### 平成20年度税制改正
2008年（平成20年）の税制改正で、中小企業（法人）向けに「事業承継税制」が創設。非上場株式等の相続税の納税猶予の特例（2008年10月以後の相続分）と、非上場株式等の贈与税の納税猶予の特例（2009年4月以後の贈与分）から成る。

### 平成27年度税制改正
2015年（平成27年）1月以後、6億円超で最高税率が55％に引き上げられたほか、基礎控除額も40％縮減して「3,000万円 ＋ 600万円 × 法定相続人の数」となった。

### 令和元年度税制改正
2019年の税制改正で、個人事業者向けに「個人版事業承継税制」が創設。個人の事業用資産についての相続税の納税猶予及び免除と、個人の事業用資産についての贈与税の納税猶予及び免除から成る（2019年1月～2028年12月の間の相続又は贈与）。

### 納税義務者
相続税の納税義務者は、原則として相続や遺贈により財産を取得した自然人（個人）であるが、人格のない社団・財団や持分の定めのない法人等が遺贈により財産を取得した場合で一定の要件を満たすときは、これらの社団等・法人等は、個人とみなされ納税義務者となる。
相続で財産を取得した者が日本人で日本国内に住所があれば、通常全ての財産に相続税が課せられるが、住所が国外にある場合や日本国籍がない場合等には国内財産のみに課税される。具体的な納税者の分類は、以下の通りである（2017年4月以後の相続の場合）。
居住無制限納税義務者
相続又は遺贈（以下、死因贈与を含む）により財産を取得した個人で、財産取得時に日本に住所を有するもの（被相続人が一時居住者・非居住者である場合の一時居住者を除く）
非居住無制限納税義務者
相続又は遺贈により財産を取得した個人で、財産取得時に日本に住所を有しない日本国籍保有者（相続開始前10年以内に日本に住所を有していたことがあるもの、住所を有していたことがないものでその被相続人が一時居住者・非居住者以外の場合に限る）又は財産取得時に日本に住所を有しない非日本国籍保有者（被相続人が一時居住者・非居住者・非居住外国人である場合を除く）
居住制限納税義務者
相続又は遺贈により日本にある財産を取得した個人で、財産取得時に日本に住所を有するもの（居住無制限納税義務者を除く）
非居住制限納税義務者
相続又は遺贈により日本にある財産を取得した個人で、財産取得時に日本に住所を有しないもの（非居住無制限納税義務者を除く）
特定納税義務者
贈与（死因贈与を除く）により、相続時精算課税の適用を受ける財産を取得した個人（上記のいずれにも該当しない者に限る）

### 相続税の対象となる財産の範囲
相続税の対象となる財産の範囲は次の通りである。
- 不動産（土地や借地権、建築物など）
- 動産（自動車、家財、書画骨董など）
- 現金
- 預貯金
- 有価証券（株式、国債、投資信託など）
- 債権
- ゴルフ会員権、リゾートクラブ会員権
- 無体財産権（特許権）
- その他金銭的価値を有するもの全て
- 生命保険金等
- 死亡退職金等
- 生命保険契約に関する権利
- 相続開始前7年以内（2026年12月以前の相続は3年以内、2027年～2030年中の相続は2024年1月以後分）に、被相続人から暦年課税にかかる贈与を受けた財産[注 1]
- 生前に、被相続人から相続時精算課税にかかる贈与を受けた財産（相続時精算課税適用財産）
- 直系尊属から一括贈与を受けた教育資金のうち、贈与者死亡時の一定の管理残額
- 直系尊属から一括贈与を受けた結婚・子育て資金のうち、贈与者死亡時の一定の管理残額

上記のうち、制限納税義務者については国内財産と相続時精算課税適用財産に、特定納税義務者については相続時精算課税適用財産のみに限定される。

### 相続税の非課税財産
次の財産は課税対象とされる財産に含まれない。
- 墓地、仏壇、祭具などの祭祀用財産
- 公益事業者が取得した公益事業用財産
- 心身障害者に関して実施する共済制度に基づく給付金の受給権
- 相続人が取得した死亡保険金の合計のうち、法定相続人の数 × 500万円に相当する額
- 相続人が取得した死亡退職金の合計のうち、法定相続人の数 × 500万円に相当する額
- 個人経営の幼稚園の事業に使われていた一定の財産
- 国・地方公共団体、特定の公益法人に寄附した財産

### 相続税の計算
一般的な相続税の計算は下記の通りである。なお、相続税の基礎控除と税率は、2015年1月以後の相続分より改正になった。
相続税の課税価格の計算

遺産の総額 － 非課税財産 ＋ 相続時精算課税適用財産 － 債務及び葬式費用 ＋ 相続開始前3年以内の暦年贈与財産 ＝ 相続税の課税価格

各人の相続税額の計算

相続税の課税価格の合計 － 相続税の基礎控除（3,000万円 ＋ 600万円 × 法定相続人の数）＝ 相続税の課税遺産総額

各人ごとの（課税遺産総額 × 法定相続分 × 税率）の総額　×　遺産の分割比率 － 税額控除等　＝　各人の相続税額 

| 課税価格          | 税率 | 控除額    |
| ----------------- | ---- | --------- |
| 1,000万円以下部分 | 10%  | -         |
| 3,000万円以下     | 15%  | 50万円    |
| 5,000万円以下     | 20%  | 200万円   |
| 1億円以下         | 30%  | 700万円   |
| 2億円以下         | 40%  | 1,700万円 |
| 3億円以下         | 45%  | 2,700万円 |
| 6億円以下         | 50%  | 4,200万円 |
| 6億円超           | 55%  | 7,200万円 |

各種控除・調整
- 小規模宅地等の評価減[18]
  - 特定居住用宅地等の特例（配偶者、同居親族、持ち家のない親族[注 2]など）
  - 特定事業用宅地等の特例
  - 特定同族会社事業用宅地等の特例
  - 貸付事業用宅地等の特例
- 立木の評価減[19]
- 債務控除
  - 債務[20]
  - 葬式費用[21]
- 税額控除等[22]
  - 相続税額の2割加算
  - 暦年課税分の贈与税額控除
  - 配偶者の税額軽減
  - 未成年者控除
  - 障害者控除
  - 相次相続控除
  - 外国税額控除
  - 相続時精算課税分の贈与税額控除
  - 医療法人持分税額控除

### 申告と納税
相続税は通常、被相続人の死亡を知った日の翌日から10ヶ月以内に申告と納付をしなければならない。金銭で一括納付が原則だが、一定の要件のもとに延納や物納が認められる。申告先は、相続人の住所地の税務署ではなく被相続人の住所を管轄する税務署である。令和の現在、AI技術の急速な進展により、相続税申告書作成ソフトが身近なものとなり、相続人は代理人に依頼することなく自力で迅速かつ簡便安価に相続税申告書を作成し、税務署へ申告している（約15%）。
相続財産が分割されていない場合であっても、期限内に申告と納税をしなければならない。未分割という理由で相続税の申告期限の延長はない。
同一の被相続人から財産を取得したすべての納税者は互いに相続税の連帯納付義務を負うことになっており、相続税の申告期限から5年経過後に連帯納付義務が免除される。

### 相続税を考える日
「相続税を考える日」として、10月19日が日本記念日協会により認定されている。日付は10を「ソ」、19を「ゾク」と読ませる語呂合わせから。また、「予防争族（相続）を考える日」が11月15日に登録されている。

## 世界の相続税

### アメリカの相続税
アメリカでは相続税は遺産税 Estate Tax（en:Estate tax in the United States）とよばれる。相続税が、相続財産を法定相続人に分け、その後で税金を払うのに対し、遺産税は、相続財産から税金を差し引き、残りを相続人で分ける。 よって、相続税は相続人の数によって控除額が変わるが、遺産税は人数に関係なく一定となる。
| 年度 | 控除額      | 最高税率 |
| ---- | ----------- | -------- |
| 2001 | $675,000    | 55%      |
| 2002 | $100万      | 50%      |
| 2003 | $100万      | 49%      |
| 2004 | $150万      | 48%      |
| 2005 | $150万      | 47%      |
| 2006 | $200万      | 46%      |
| 2007 | $200万      | 45%      |
| 2008 | $200万      | 45%      |
| 2009 | $350万      | 45%      |
| 2010 | ※相続税廃止 | 35%      |
| 2011 | $500万      | 35%      |

連邦遺産税の非課税枠（基礎控除）は、2002年には100万ドル、2004年には150万ドル、2006年には200万ドル、2009年には350万ドルと段階的に増額していった。ただし、この非課税遺産枠を十全に利用できるのは、被相続人がアメリカ市民または居住外国人である場合に限る。被相続人が非居住外国人の場合は、6万ドルの非課税遺産枠が適用される。ただし在米資産を持つ日本人の場合は、日米間の贈与税・相続税に関する租税条約により、アメリカ市民および居住者の非課税枠を適用される。 

#### 共和党ブッシュ政権による相続税廃止
米国議会合同経済委員会の声明 (1998)
1998年、アメリカ議会合同経済委員会「遺産税の経済学」では、遺産税はその利点をはるかに超える納税者、経済への負担と障害を生み、また不公正な制度であると主張した。以下を論点として提出した。
1. 遺産税による経済縮小
2. 遺産税は貯蓄と投資を低下させ、資源配分を非能率的にする
3. 遺産税は最高限界税率80%にいたる事例もあり、非常に懲罰的である
4. 中小企業を解体させる主要な原因となっている
5. 遺産税は,投資と雇用に向かうべき資源を他の方面に向けさせる
6. 遺産税債務により、不必要な土地開発をもたらす
7. 遺産税は、あるべき税制の根本原則に反し、複雑で不公平で、非能率的である
8. 遺産税は消費を促進する一方、労働、貯蓄、節約をさせなくする傾向をもたらす
9. 経験的理論的な研究から、遺産税は不平等を減らすことに効果がなく、現実には消費の不平等をもたらす
10. 遺産税のために発生するコストは、1998年には、税収と同等の230億ドルにのぼった。
11. 遺産税方式では、相続税の課税根拠を生前所得の精算に求めているが、これは二重課税である。

経済成長減税調整法 (2001)
2001年、ブッシュ政権は、相続税の課税控除額を段階的に引き上げ、かつ最高税率を下げて行き、2010年からは相続税を廃止する経済成長減税調整法を通した。 生きている間に稼いだお金に所得税がかかり、死んでからも相続税がかかるのは不公平とするのが、アメリカ共和党の伝統的な考えでもあった。

#### 相続税の復活
2010年、オバマ政権は、富裕層への減税を続ける余裕はないとの議論のあった相続税について、減税を決定する一方、廃止措置については2010年度のみとした。この場合、納税者が遺産税の廃止を適用した場合には、相続人が取得した相続財産に対する税務上の評価額は、被相続人における評価額とされ、相続時における時価で評価替え (step-up) を行うことは許されない。さらに、2011年度よりは、最高税率を35%、控除額500万ドルという条件で、相続税制度の維持を行った。
なお、当該措置は2012年までの時限措置であり、追加的に何らの措置もない場合、2013年以降については、最高税率55%が適用される。

#### 相続税の存廃議論
ジャック・ウェルチは、「人は皆平等であるという理想からすれば、相続発生時には財産の3分の1程度を相続税とする方が健全だ」と相続税廃止には反対した。
また議会審議会の公聴ではビル・ゲイツやウォーレン・バフェットなどは継続を主張。次のオリンピックの代表選手を昔のオリンピック選手の子供だけから選ぶようなものだと、階級の固定化および経済的弊害への主張がなされた。反面、その主張は才能は平等に分配されておらず、一代で富を築くことができる人のみに有利な理屈だとの意見も出された。

### イギリスの相続税
28万5000ポンドを超える資産に対して、税率は40%一律で課税される。課税方式は遺産課税方式（遺産を対象とする課税）。死亡者数に占める課税件数の割合は4.5%。なお、免除はチャリティー、政党への寄付、国や公共の利益になる機関への寄付、ナショナルトラストへの寄付、配偶者間での相続など軽減がある。
2007年10月、不動産価格高騰で中間層の多くが相続税の対象に含まれるようになったことに対応するため、英保守党は相続税の基礎控除額を30万ポンドから100万ポンドに引き上げることを提案した。
潜在的な免税譲渡 (PET)
またイギリスでは、譲渡税または贈与税はなく、譲渡後7年以内に死亡した場合に相続税が発生するという、Potential Exempt Transfer（略称:PET、「潜在的な免税譲渡」）という制度がある。もし寄贈者が贈与を行った後7年間生存すると課税控除される。
譲渡後7年以内に死亡した場合は税金全額の一定割合が課税される。経過年数に応じて相続税が控除される。なお年度3000ポンドまでの譲渡は、PETや相続税対象にならない。

### フランスの相続税
税率は5%～40%で、6種類の税率がある。課税方式は遺産取得課税方式（人が相続によって取得した財産を対象として課税する制度）、死亡者数に占める課税件数の割合は27.3%。課税財産に相続開始前10年間（日本においては3年間）の生前贈与により取得した財産が加算される。
2007年に就任したニコラ・サルコジ大統領は、選挙公約として相続税廃止を掲げた。

### ドイツの相続税
税率は、配偶者子女等は7%～30%、兄弟姉妹等は12%～40%、その他は17%～50%。課税方式は遺産取得課税方式。死亡者数に占める課税件数の割合は14.6%。
国際会計事務所KPMGは、ドイツの相続・贈与の課税制度について、「中小企業の世代交代に際し、相続税負担のために事業自体が解体されることは、経済的にも労働市場の観点からも問題視されている」と指摘している。
2008年改正法
2008年、相続税の改正法案Gesetz zur Reform des Erbschaftsteuer- und Bewertungsrechts (ErbStRG) が、連邦議会で可決され、2009年からは施行された。免税枠が増えたり、また、事業資産については課税優遇扱いを受けることになった。
同改正法では、相続後10年間の事業維持などといった条件を満たした場合には、 相続税は100%割引される。つまり完全免税される。ほかにも不動産評価については、従来の統一価格よりも、実際の市場価格が考慮されるようになった。また、自己使用の住宅に対しても免税となった。

### 韓国の相続税
韓国の相続税制度の最高適用税率は50%。ただし株式で、筆頭株主の保有分を相続・贈与する場合には、さらに20％割増とする条項がある。2020年に亡くなったサムスン電子グループの会長李健熙の遺産の場合、保有株式にかかる相続税率は60%に達し、過去最高となる時価11兆ウォンに相当する額となるため、税率の適用の有無が注目されることとなった。

### 相続税のない国
- スイス（一部の州の州税として存在）
- 香港（2006年2月より廃止）
- シンガポール（2008年2月15日以降より廃止）
- 中華人民共和国
- カナダ（相続があった場合には、資産の「みなし譲渡」があったものとして、みなし譲渡益に対して所得税が課税）
- オーストラリア
- ニュージーランド
- スウェーデン（2005年1月より廃止）
- マレーシア
- イタリア（ただし4親等を超える第三者への相続・贈与には8%課税）
- タイ
- モナコ
- リヒテンシュタイン
- ロシア